# Antoine Berman
Pour les articles homonymes, voir Berman.
Antoine Berman, né le 24 juin 1942 à Argenton-sur-Creuse et mort le 22 novembre 1991 à Paris 13e, est un linguiste, théoricien français de la traduction, traducteur de l'allemand et de l'espagnol.

## Biographie

### Famille
Antoine Berman est né dans la petite ville d'Argenton-sur-Creuse, près de Limoges, d'un père juif polonais et d'une mère franco-yougoslave. Après avoir vécu dans la clandestinité pendant la Seconde Guerre mondiale, la famille s'installe en région parisienne. Berman fréquente le Lycée Montmorency.
Il étudie la philosophie à l'université de Paris, où il rencontre sa femme Isabelle. En 1968, ils s'installent en Argentine où ils restent cinq ans.

### «Moi, le Suprême»
En 1979, paraît sa traduction de l'oeuvre la plus célèbre du Paraguayen Augusto Roa Bastos Moi, le Suprême (Yo, el Supremo), récompensé en 1989 du Prix Cervantes, le prix le plus prestigieux de la littérature espagnole. C'est un roman sur le despote éclairé qui voulait appliquer les principes philosophiques du philosophes des Lumières Jean-Jacques Rousseau au Paraguay.  
Moi, le Suprême explore les dictées et les pensées intérieures de José Gaspar Rodríguez de Francia, le dictateur excentrique du Paraguay qui a régné d'une main de fer de 1814 à sa mort en 1840. 
De retour à Paris, Berman dirige un programme de recherche et enseigne plusieurs séminaires au Collège international de philosophie à Paris, et publie son principal ouvrage théorique, « L'Epreuve de l'étranger », en 1984. 
Antoine Berman est titulaire d'un doctorat de 3e cycle en linguistique, obtenu à l'université Paris-VIII en 1981, sous la direction de Henri Meschonnic.
Il meurt en 1991, à l'âge de 49 ans, en écrivant son dernier livre dans son lit.

## Aspects de son œuvre
Antoine Berman se situe dans la tradition de Friedrich Schleiermacher, dont il a traduit une conférence (Des différentes méthodes du traduire, Seuil, Points, 1999), et de Walter Benjamin au regard de l'article de cet auteur sur La tâche du traducteur.
L’ouvrage important d'Antoine Berman, L'Épreuve de l'étranger, dont le titre s'inspire d'un vers devenu célèbre de Hölderlin, porte sur « la théorie allemande » de la traduction, qui s'élabore sciemment contre les traductions « à la française ».

## Œuvres
- Moi, le Suprême (traduction de Yo, el Supremo d'Augusto Roa Bastos) Pierre Belfond, Le Livre De Poche, Buenos Aires, 1979

- L'Épreuve de l'étranger. Culture et traduction dans l'Allemagne romantique: Herder, Goethe, Schlegel, Novalis, Humboldt, Schleiermacher, Hölderlin., Gallimard, Essais, 1984 (rééd. coll. Tel)[4]
- Pour une critique des traductions : John Donne (Œuvre posthume), Gallimard, Bibliothèque des idées, 1995
- La traduction et la lettre ou l'auberge du lointain, Seuil, 1999
- L'âge de la traduction. « La tâche du traducteur » de Walter Benjamin, un commentaire, Presses universitaires de Vincennes, 2008
- Jacques Amyot, traducteur français, Belin, 2012

## «Théorie allemande» de la traduction, réception
En se référant à Hölderlin, le titre même de l'ouvrage de Antoine Berman, à savoir L'Épreuve de l'étranger, révèle une interaction profonde entre le domaine proprement « linguistique » - non pas au sens des linguistiques « synchroniques » du XXe siècle, mais au sens « diachronique » de l'histoire des langues naturelles, par exemple celle que brosse la grande philologie allemande du XIXe siècle, refoulée par le XXe siècle « mondialisant » - et une grande théorie de la traduction psychique, selon l'optique de la psychanalyse, qui commença chez Freud (Lettre 52/112 à Wilhelm Fliess). Mais dans l'histoire, notamment dans l'histoire de la littérature et, plus spécifiquement encore, dans l'histoire de la littérature allemande, la référence à Hölderlin engage tout le chapitre en « science de la littérature » ou « études germaniques » (Germanistique) de la réception des traductions de Sophocle par Hölderlin dans la littérature (allemande) du « temps de Goethe » (la Goethezeit (de)) dans l'après-coup: par-delà, aussi, cela engage, toujours après coup, le chapitre, en retour de la « littérature (allemande) appliquée à la psychanalyse (française) », de l'application d'une théorie sur les psychoses de la psychanalyse française, alors à l'égide de Jacques Lacan, à une interprétation herméneutique  rétroactive de l'autre ou « étranger », c'est-à-dire en psychanalyse de l'inconscient, par exemple, donc, chez le très grand poète et penseur Hölderlin  (Cf. Jean Laplanche, Hölderlin et la question du père, 1961). L'histoire de cette réception n'est évidemment pas finie dans le transfert interculturel provoqué au cours du temps. Dans le domaine propre d'une théorie « allemande » de la traduction, il s'agirait en outre de distinguer entre plusieurs courants de pensée (impliquant des filiations en philosophie allemande) émanant de plusieurs auteurs et œuvres, ainsi de faire la différence entre la théorie de la traduction poétique de Hölderlin (Remarques sur Œdipe et Antigone), complètement refusée de son temps, et ce qui arrive avec le romantisme allemand.

« À la lumière des discussions approfondies qui agitèrent l'Allemagne à l'époque "romantique", et quelles que soient les importantes différences entre Herder, Goethe, Schlegel[Lequel ?], Novalis, Hölderlin, Humboldt ou Schleiermacher, ce qui ressort, d'une façon générale, c'est que "la théorie allemande" de la traduction se construit consciemment contre les traductions "à la française" »

— Antoine Berman, L'épreuve de l'étranger,  p. 62, cité dans Traduire Freud, p. 9.